# Spitzschwanz-Mondfisch
Der Spitzschwanz-Mondfisch (Masturus lanceolatus (Gr.: „mastax“ = Biss, „oura“ = Schwanz; Lat.: „lanceolatus“ = lanzettlich)) ist eine seltene und wenig bekannte Art der Mondfische (Molidae). Das Verbreitungsgebiet der Art ist nur ungenau bekannt. Möglicherweise kommt die Art weltweit in tropischen und gemäßigten Meeren vor. Sie lebt in Tiefen bis 670 Metern.

## Merkmale
Der Spitzschwanz-Mondfisch erreicht eine Maximallänge von 3,3 Metern und ein Maximalgewicht von zwei Tonnen. Im Unterschied zum bekannteren Mondfisch (Mola mola) ist der Körper des Spitzschwanz-Mondfisches nicht mühlsteinartig rund, sondern oval und 1,5 mal länger als hoch. Der mittlere Teil der Scheinschwanzflosse (Clavus) ist verlängert und bildet die namensgebende Spitze. Sie ist bei Jungfischen sehr lang und wird mit zunehmendem Alter kürzer. Die übrige Schwanzflosse ist nicht wellförmig, wie bei Mola mola. Rücken- und Afterflosse stehen einander symmetrisch gegenüber, sind hoch und schmal und werden von 15 bis 19 flossenstrahlenähnlichen Knorpelstäben gestützt. Beide Flossen stehen weit hinten am Körper.